# チャンピオンジム
チャンピオンジムは、日本のお笑いコンビ。アップフロントグループ系列のジェイピィールームに所属していたが、2013年7月現在はフリーとなっている。2014年頃解散。

## 略歴
それぞれピン芸人として活動していたチャンピオンとハラノマイスターの2人によって2011年2月に結成。
結成当初は「アミノサン」というコンビ名でオーソドックスな漫才をしていたが、現在はチャンピオンとそのセコンドというキャラクターでの漫才を展開している。
2011年9月、「チャンピオンジム」に改名。
2012年7月頃からは、ジム原野がアナウンサーに扮しての「チャンピオンと実況」というスタイルでのコントも行っている。
2014年頃解散　ジム原野は引退。　チャンピオンはピンとして活動中

## メンバー
- チャンピオン（1983年8月29日（41歳） - ）

チャンピオン担当。本名、木下 雅之（きのした まさゆき）。
大阪府出身。身長173cm。体重80kg。血液型A型。
「とにかくチャンピオンです!」という持ちギャグがある。
- ジム原野（1983年10月2日（41歳） - ）

実況担当。本名、原野 吉弘（はらの よしひろ）。
兵庫県出身。身長182cm。体重67kg。血液型B型。弓道弐段。
ピン芸人として活動していた時の芸名はハラノマイスター。
「森田一義アワー 笑っていいとも!」ドヤテクZコーナーに出演した際には、「15秒で100回まばたきするZ」（2011年5月27日）、「高速回転するヨーヨーを口で止めるZ」（2011年11月2日）という技を披露した。

## 出演

### テレビ番組
- 森田一義アワー 笑っていいとも!（フジテレビ、ドヤテクZ） - 2011年5月27日、11月2日（ジム原野）
- オンバト+（NHK総合）戦績0勝1敗 最高349KB

### 映画
- 鴨川ホルモー（2009年、本木克英監督） - 京都大学青竜会上回生 役（ジム原野）

### DVD
- タイムマシーン3号単独ライブ「メトロ鉄道の夜」（2011年2月23日、ジム原野）